# LBE VT 12
Der Triebwagen LBE VT 12 wurde von der Lübeck-Büchener Eisenbahn (LBE) für den Betrieb bei der Gesellschaft auf ihren nicht elektrifizierten Strecken, ausgehend von Lübeck, beschafft.

## Geschichte
Das Fahrzeug wurde mit Zweimaschinenanlage und der hohen Antriebsleistung von 230 PS beschafft. Es wurde nach dem LBE VT 11 in Dienst gestellt und von der Waggonfabrik Uerdingen hergestellt. 1941 wurde das Fahrzeug an das Landesverkehrsamt Brandenburg abgegeben und gelangte zu den Prenzlauer Kreisbahnen.
Der Triebwagen wurde von der Deutschen Reichsbahn nach dem Zweiten Weltkrieg übernommen und als VT 135 526 bezeichnet. 1956 wurde er in einen Beiwagen umgebaut und war in dieser Form bis 1970 in Betrieb. Er wurde 1970 ausgemustert und ist nicht mehr vorhanden.
Bekannt ist die Stationierung zwischen August und Dezember 1945 in Prenzlau. Dann wechselte der Triebwagen in die Reichsbahndirektion Greifswald. Dort wurde er am 1. Januar 1950 gesichtet. 1956 wurde das Fahrzeug in einen Beiwagen umgebaut und erhielt die Bezeichnung VB 140 525. Einsatzstellen waren Barth und die Insel Usedom. Bei einem dieser Einsätze erlitt der Wagen einen Unfall und wurde abgestellt. Er sollte noch die neue Nummer 190 845 erhalten, wurde jedoch 1970 ausgemustert.

## Konstruktive Merkmale
Der Triebwagen hatte durch die großen Stirnfenster und die abgerundeten Ecken ein modernes Äußeres. Gegenüber dem Triebwagen der WUMAG waren die Außentüren des Fahrzeuges als Schiebetüren mit 760 mm lichter Weite gestaltet. Das moderne Äußere ist durch Mitwirkung eines Architekturbüros entstanden, welches bereits am Design des Doppelstockzug der LBE mitgewirkt hatte.
Der Wagenkasten war in Stahlleichtbauweise hergestellt und hatte im Fahrgastraum die relativ niedrige Fußbodenhöhe von 1.060 mm. Im Einstiegsraum war die Fußbodenhöhe auf 980 mm heruntergezogen. Dadurch war eine weitere äußere Trittstufe im Einstiegsraum vermieden worden.
Die beiden Maschinenanlagen waren unterflur angeordnet. Sie bestanden aus zwei Sechszylinder-Viertakt-Dieselmotoren der VOMAG sowie je einem damit verbundenen Mylius-Getriebe und waren auf einem gemeinsamen Tragrahmen gummigefedert zum Hauptrahmen gelagert. Die Maschinenanlage war durch Klappen im Wagenkastenboden leicht zugänglich.
Die Kraftstoffbehälter waren bei diesem Fahrzeug unterflur angeordnet.
Großer Wert wurde bei dem Fahrzeug auf das Laufwerk, dessen Laufeigenschaften und die Geräuschverminderung gelegt. Die Achsen konnten keine Drehung um die Vertikale durchführen, sie waren in einem schmalen verdrehungssteifen Rahmen mit reichlich bemessenen Gummilagern steif geführt.